# Leonhard von Eck
Leonhard von Eck (1480–1550) (* Kelheim, 1480 † Munique, 17 de Março de 1550) foi chanceler alemão, tendo decidido, durante 35 anos, a vida política, econômica e religiosa da Baviera, desde que foi nomeado para o cargo em 1514, por Guilherme IV, Duque da Baviera. Foi também um poderoso oponente da Reforma. Von Eck foi casado com Felicitas von Freyberg (1492-553).